# Кедрови (Краснојарска Покрајина)
Кедрови (рус. Кедро́вый), раније Красноярск-66, је варошица у Русији у Краснојарској Покрајини. Налази се 70 км северно од Краснојарска.
Кедрови је основан 1965, а 2006. је добио статус града. Градски округ се простире на 1,14 km² и према попису становништва из 2014. у граду је живело 9.850 становника.

## Становништво
| 2002. | 2010. |
| ----- | ----- |
| 5.223 | 4.692 |